# بیلیانا مایستوروویچ
بیلیانا مایستوروویچ (انگلیسی: Biljana Majstorović؛ زادهٔ ۳۱ دسامبر ۱۹۵۹) بازیکن بسکتبال اهل یوگسلاوی است.
وی در مسابقات کشوری و بین‌المللی در مجموع برندهٔ ۱ مدال نقره، ۴ مدال برنز شده‌است.